# Orchis cazorlensis
Orchis cazorlensis és una espècie d'orquídea del gènere Orchis que es troba en les zones muntanyoses del centre i l'est de la península Ibèrica, així com a l'illa de Mallorca.

## Característiques
L'orquídea presenta tubercles sèssils i tijes d'entre 18 i 38 centímetres. Aquestes són llises i amb escames basals. La planta presenta entre 2 i 6 fulles basals disposades en forma de roseta, àmpliament lanceolades, obtuses i no ondulades als marges. La inflorescència, d'entre 2,3 i 12,8 centímetres, és subcilíndrica i presenta entre 6 i 33 flors que s'obren de la base de l'àpex. Els pètals són blanquinosos amb tints rosats, porpres o violàcis.

## Localització
La planta es troba a les serralades de l'est i centre de la Península Ibèrica, així com a l'illa de Mallorca. A Catalunya és rara i està catalogada com a planta en perill d'extinció. S'ha citat només al Parc Natural dels Ports els anys 1915, 1953 i 2020. Aquesta darrera vegada, en una pineda mixta de pi rojal i pinassa sobre els 1080 metres d'altitud. També s'ha localitzat al Parc Natural de la Sierra de las Nieves (Màlaga) i a Burgos.